# Arthur Hebard
Arthur Foster Hebard (* 2. März 1940 in der New York City) ist ein US-amerikanischer Physiker und Hochschullehrer an der University of Florida.
Hebard studierte Physik an der Yale University mit dem Bachelor-Abschluss 1962 und wurde 1971 an der Stanford University promoviert. Seine Dissertation war über die Suche nach freien Quarks mit supraleitenden, magnetisch aufgehängten Kugeln. Ab 1972 war er an den Bell Laboratories, wo er über supraleitende dünne Filme forschte. Ab 1996 war er Professor an der University of Florida, seit 2007 als Distinguished Professor.
Er untersuchte unter anderem Kosterlitz-Thouless-Übergänge in supraleitenden Filmen, Entwicklung von Techniken zum Messen der Eindringtiefe von Magnetfeldern in Supraleiter und Übergänge vom Supraleiter zum Isolator (angetrieben von Änderungen des Magnetfeldes). 1991 wies er mit Kollegen Supraleitfähigkeit in mit Kalium dotiertem  Fulleren nach. Er erforscht auch Magnetismus in dünnen Filmen und Grenzflächen dünner Filme und die Verwendung von Graphen für Solarzellen.
2015 erhielt er mit Allen Goldman, Aharon Kapitulnik und Matthew P. A. Fisher den Oliver E. Buckley Condensed Matter Prize für Entdeckung und Erforschung von Supraleiter-Isolator Übergängen als Paradigma von Quantenphasenübergängen. 2008 erhielt er den James McGroddy Prize für neue Materialien der APS. Er ist Fellow der American Association for the Advancement of Science und der American Physical Society. 2017 wurde er in die National Academy of Sciences gewählt.
Er war mit Caroline Hebard (1944–2007) verheiratet, die für Such- und Rettungshunde bekannt ist.